# Sighing Peak
Der Sighing Peak (englisch für Seufzerspitze) ist ein markanter, isolierter und 640 m hoher Berg auf dem Punta Cholchol an der Ostküste der Adelaide-Insel westlich der Antarktischen Halbinsel. Er markiert die Südseite der Einfahrt zur Stonehouse Bay.
Teilnehmer der Fünften Französischen Antarktisexpedition (1908–1910) des Polarforschers Jean-Baptiste Charcot entdeckten ihn und kartierten ihn grob. Eine neuerliche Kartierung erfolgte 1948 durch den Falkland Islands Dependencies Survey (FIDS). Dieser benannte den Berg nach dem anhaltenden Wind, der sich vom Gipfel des Bergs zur leichten Brise auf Meereshöhe entwickelt.